# 市民権法
市民権法（しみんけんほう）とは、市民権の付与条件について定めた法律。公民権法ともいう。

## 古代アテナイ
前451年に、古代アテナイで定められた法律。父母ともに市民身分の両親から生まれたもの以外には市民権を与えないという内容。ペリクレスが提案。他国人（メトイコイ）との通婚を行っていた貴族と異なり、民主政を支える農民層の混血を嫌う価値観が背景にある。他国市民と血縁のあるものを排除する事で市民の身分差は決定的になり、市民団の閉塞性が完成されてしまう。市民権を他国人にも与えた古代ローマとは対照的である。

## ローマ市民権
ローマ市民に与えられた諸権利。民会における選挙権、被選挙権、婚姻権、所有権、裁判権など。ローマ人は、この市民権を他部族、他民族にも与えた。212年にカラカラ帝のアントニヌス勅法により帝国内の全自由民に市民権が与えられたが、拡大とともに特権価値は失われた。

## アメリカ公民権法（人権法）
日本で通常「公民権法」として知られるものは、マーティン・ルーサー・キング牧師などを中心に行われた公民権運動の結果として、リンドン・B・ジョンソン政権下のアメリカにおいて1964年に成立したものを指す。
それまで公然と行われ、いくつかの州では州法のもと行われていた人種や宗教、性、出身国による差別を禁止する法律である。公民権法(Civil Rights Act)は人権法と訳される場合もあり（「英米法辞典」田中英夫編、東京大学出版会）、これは一つの法律ではなく奴隷解放宣言にはじまる一連の人権をアメリカ合衆国において擁護するための連邦法をさす。そのうちの障害者に関するものはADA法と呼ばれる（Civil Rights Act参照）。